# Campionato Italiano Gran Turismo 2019
La stagione 2019 del Campionato Italiano Gran Turismo è stata la diciassettesima edizione del campionato organizzato dall'ACI. La competizione era suddivisa in una serie Sprint, che prevedeva due gare per weekend della durata di 50 minuti + 1 giro ciascuna ed equipaggi di due piloti, e in una serie Endurance, che prevedeva invece una gara per weekend della durata di 3 ore ed equipaggi di due o tre piloti. La serie Sprint è iniziata il 4 maggio a Vallelunga ed è terminata il 20 ottobre a Monza, mentre la serie Endurance è iniziata il 7 aprile a Monza ed è terminata il 6 ottobre al Mugello.
Riccardo Agostini e Alessio Rovera, sulla Mercedes-AMG GT3 della scuderia Antonelli Motorsport, si sono aggiudicati il titolo piloti Sprint, mentre Stefano Gai, sulla Ferrari 488 GT3 della Scuderia Baldini 27, si è aggiudicato il titolo piloti Endurance. 

## Calendario

### Sprint
| Gara | Gara | Circuito                             | Data       |
| ---- | ---- | ------------------------------------ | ---------- |
| 1    | G1   | Autodromo di Vallelunga              | 4 maggio   |
| 1    | G2   | Autodromo di Vallelunga              | 5 maggio   |
| 2    | G3   | Autodromo Enzo e Dino Ferrari        | 22 giugno  |
| 2    | G4   | Autodromo Enzo e Dino Ferrari        | 23 giugno  |
| 3    | G5   | Autodromo internazionale del Mugello | 20 luglio  |
| 3    | G6   | Autodromo internazionale del Mugello | 21 luglio  |
| 4    | G7   | Autodromo nazionale di Monza         | 19 ottobre |
| 4    | G8   | Autodromo nazionale di Monza         | 20 ottobre |

### Endurance
| Gara | Circuito                              | Data         |
| ---- | ------------------------------------- | ------------ |
| 1    | Autodromo nazionale di Monza          | 7 aprile     |
| 2    | Misano World Circuit Marco Simoncelli | 19 maggio    |
| 3    | Autodromo di Vallelunga               | 15 settembre |
| 4    | Autodromo internazionale del Mugello  | 6 ottobre    |

## Risultati delle gare

### Sprint
| Gara | Circuito   | Pole position                    | Giro veloce                      | Pilota vincitore                 | Scuderia vincitrice  | Vincitore GT Light                | Vincitore GT4                       |
| ---- | ---------- | -------------------------------- | -------------------------------- | -------------------------------- | -------------------- | --------------------------------- | ----------------------------------- |
| 1    | Vallelunga | Andrea Fontana Pierre Kaffer     | Riccardo Agostini Alessio Rovera | Jeroen Mul Vito Postiglione      | Imperiale Racing     | Alberto Lippi Giorgio Sernagiotto | Sabino De Castro Simone Riccitelli  |
| 2    | Vallelunga | Riccardo Agostini Alessio Rovera | Riccardo Agostini Alessio Rovera | Riccardo Agostini Alessio Rovera | Antonelli Motorsport | Alberto Lippi Giorgio Sernagiotto | Sabino De Castro Simone Riccitelli  |
| 3    | Imola      | Mattia Drudi Andrea Fontana      | Stefano Comandini Erik Johansson | Stefano Comandini Erik Johansson | BMW Team Italia      | Alberto Lippi Giorgio Sernagiotto | Joël Camathias Giuseppe Ghezzi      |
| 4    | Imola      | Matteo Cressoni Simon Mann       | Matteo Cressoni Simon Mann       | Jeroen Mul Vito Postiglione      | Imperiale Racing     | Alberto Lippi Giorgio Sernagiotto | Giuseppe Fascicolo Francesco Guerra |
| 5    | Mugello    | Antonio Fuoco Sean Hudspeth      | Antonio Fuoco Sean Hudspeth      | Stefano Comandini Erik Johansson | BMW Team Italia      | Mattia Michelotto                 | Sabino De Castro Simone Riccitelli  |
| 6    | Mugello    | Riccardo Agostini Alessio Rovera | Riccardo Agostini Alessio Rovera | Riccardo Agostini Alessio Rovera | Antonelli Motorsport | Alberto Lippi Giorgio Sernagiotto | Giuseppe Fascicolo Francesco Guerra |
| 7    | Monza      | Riccardo Agostini Alessio Rovera | Gabriele Piana Marius Zug        | Ken Abe Cristian Colombo         | AF Corse             | Alberto Lippi Giorgio Sernagiotto | Joël Camathias Giuseppe Ghezzi      |
| 8    | Monza      | Riccardo Agostini Alessio Rovera | Riccardo Agostini Alessio Rovera | Riccardo Agostini Alessio Rovera | Antonelli Motorsport | Alberto Lippi Giorgio Sernagiotto | Riccardo Pera Gianluigi Piccioli    |

### Endurance
| Gara | Circuito   | Pole position                                      | Giro veloce                                        | Pilota vincitore                                | Scuderia vincitrice | Vincitore GT Light                                  | Vincitore GT4                                |
| ---- | ---------- | -------------------------------------------------- | -------------------------------------------------- | ----------------------------------------------- | ------------------- | --------------------------------------------------- | -------------------------------------------- |
| 1    | Monza      | Stefano Comandini Erik Johansson Jesse Krohn       | Stefano Comandini Erik Johansson Jesse Krohn       | Stefano Comandini Erik Johansson Jesse Krohn    | BMW Team Italia     | Gian Piero Cristoni Luca Demarchi Mattia Michelotto | Luca Magnoni Aleksander Schjerpen]           |
| 2    | Misano     | Riccardo Agostini Aleksandr Moiseev Alessio Rovera | Marco Cioci Daniel Mancinelli Lorenzo Veglia       | Alex Frassineti Jeroen Mul Vito Postiglione     | Imperiale Racing    | Gian Piero Cristoni Mattia Michelotto Emil Skärås   | Paolo Gnemmi Nicola Neri Riccardo Pera       |
| 3    | Vallelunga | Alex Frassineti Jeroen Mul Vito Postiglione        | Stefano Comandini Erik Johansson Alexander Sims    | Stefano Comandini Erik Johansson Alexander Sims | BMW Team Italia     | Gian Piero Cristoni Mattia Michelotto Emil Skärås   | Luca Magnoni Aleksander Schjerpen            |
| 4    | Mugello    | Alex Frassineti Jeroen Mul Vito Postiglione        | Riccardo Agostini Aleksandr Moiseev Alessio Rovera | Antonio Fuoco Stefano Gai                       | Scuderia Baldini 27 | Deborah Mayer] Sergio Pianezzola Claudio Schiavoni  | Fabio Babini Riccardo Chiesa Giuseppe Ghezzi |

## Scuderie e piloti

### Sprint
| Classe GT3           | Classe GT3                       | Classe GT3 | Classe GT3            | Classe GT3 | Classe GT3 |
| Scuderia             | Vettura                          | #          | Pilota                | Classe     | Gare       |
| -------------------- | -------------------------------- | ---------- | --------------------- | ---------- | ---------- |
| Easy Race            | Ferrari 488 GT3                  | 3          | Lorenzo Casè          | P          | 1-3        |
| Easy Race            | Ferrari 488 GT3                  | 3          | Lorenzo Veglia        | P          | 1-4        |
| Easy Race            | Ferrari 488 GT3                  | 3          | Fabrizio Crestani     | P          | 4          |
| Audi Sport Italia    | Audi R8 LMS Evo                  | 7          | Andrea Fontana        | P          | 1-4        |
| Audi Sport Italia    | Audi R8 LMS Evo                  | 7          | Pierre Kaffer         | P          | 1, 3       |
| Audi Sport Italia    | Audi R8 LMS Evo                  | 7          | Mattia Drudi          | P          | 2          |
| Audi Sport Italia    | Audi R8 LMS Evo                  | 7          | Andrea Dromedari      | P          | 4          |
| Antonelli Motorsport | Mercedes-AMG GT3 Evo             | 8          | Nicola Baldan         | P          | 1-4        |
| Antonelli Motorsport | Mercedes-AMG GT3 Evo             | 21         | Andrea Larini         | PA         | 1-3        |
| Antonelli Motorsport | Mercedes-AMG GT3 Evo             | 21         | Andrea Palma          | PA         | 1-2        |
| Antonelli Motorsport | Mercedes-AMG GT3 Evo             | 22         | Riccardo Agostini     | P          | 1-4        |
| Antonelli Motorsport | Mercedes-AMG GT3 Evo             | 22         | Alessio Rovera        | P          | 1-4        |
| BMW Team Italia      | BMW M6 GT3                       | 14         | Gabriele Piana        | AM         | 4          |
| BMW Team Italia      | BMW M6 GT3                       | 14         | Marius Zug            | AM         | 4          |
| BMW Team Italia      | BMW M6 GT3                       | 15         | Stefano Comandini     | P          | 1-4        |
| BMW Team Italia      | BMW M6 GT3                       | 15         | Erik Johansson        | P          | 1-4        |
| Imperiale Racing     | Lamborghini Huracán GT3 Evo      | 19         | Ben Gersekowski       | PA         | 1-4        |
| Imperiale Racing     | Lamborghini Huracán GT3 Evo      | 19         | Pietro Perolini       | PA         | 1-4        |
| Imperiale Racing     | Lamborghini Huracán GT3 Evo      | 63         | Jeroen Mul            | P          | 1-4        |
| Imperiale Racing     | Lamborghini Huracán GT3 Evo      | 63         | Vito Postiglione      | P          | 1-4        |
| RS Racing            | Ferrari 488 GT3                  | 25         | Daniele Di Amato      | PA         | 1-4        |
| RS Racing            | Ferrari 488 GT3                  | 25         | Alessandro Vezzoni    | PA         | 1-4        |
| AF Corse             | Ferrari 488 GT3                  | 51         | Matteo Cressoni       | PA         | 2, 4       |
| AF Corse             | Ferrari 488 GT3                  | 51         | Simon Mann            | PA         | 2-4        |
| AF Corse             | Ferrari 488 GT3                  | 51         | Marco Cioci           | PA         | 3          |
| AF Corse             | Ferrari 488 GT3                  | 52         | Antonio Fuoco         | PA         | 1-4        |
| AF Corse             | Ferrari 488 GT3                  | 52         | Sean Hudspeth         | PA         | 1-4        |
| AF Corse             | Ferrari 488 GT3                  | 71         | Ken Abe               | AM         | 4          |
| AF Corse             | Ferrari 488 GT3                  | 71         | Cristian Colombo      | AM         | 4          |
| LP Racing            | Lamborghini Huracán GT3 Evo      | 88         | Filippo Cuneo         | AM         | 1-3        |
| LP Racing            | Lamborghini Huracán GT3 Evo      | 88         | Niccolò Magnoni       | AM         | 1-2        |
| Classe GT Light      |                                  |            |                       |            |            |
| Scuderia             | Vettura                          | #          | Pilota                | Classe     | Gare       |
| Antonelli Motorsport | Lamborghini Huracán Super Trofeo | 102        | Mattia Michelotto     |            | 2-4        |
| Duell Race           | Porsche 911 GT3 Cup              | 123        | Francesco La Mazza    |            | 1-2        |
| Duell Race           | Porsche 911 GT3 Cup              | 123        | Giuseppe Nicolosi     | 1-2        |            |
| Duell Race           | Porsche 911 GT3 Cup              | 124        | Eugenio Pisani        |            | 1          |
| Duell Race           | Porsche 911 GT3 Cup              | 124        | Vincenzo Sauto        | 1          |            |
| Iron Lynx            | Lamborghini Huracán Super Trofeo | 134        | Jaromír Jiřík         |            | 1-4        |
| Iron Lynx            | Lamborghini Huracán Super Trofeo | 134        | Federico Paolino      | 1-4        |            |
| Iron Lynx            | Ferrari 458 GT3                  | 158        | Alberto Lippi         |            | 1-4        |
| Iron Lynx            | Ferrari 458 GT3                  | 158        | Giorgio Sernagiotto   | 1-4        |            |
| Classe GT Cup        |                                  |            |                       |            |            |
| Scuderia             | Vettura                          | #          | Pilota                | Classe     | Gare       |
| PB Racing            | Lotus Exige V6 Cup R             | 186        | Stefano D'Aste        |            | 4          |
| PB Racing            | Lotus Exige V6 Cup R             | 186        | Luciano Tarabini      | 4          |            |
| Classe GT4           |                                  |            |                       |            |            |
| Scuderia             | Vettura                          | #          | Pilota                | Classe     | Gare       |
| Antonelli Motorsport | Mercedes-AMG GT4                 | 203        | Mattia Michelotto     |            | 1          |
| BMW Team Italia      | BMW M4 GT4                       | 207        | Giuseppe Fascicolo    |            | 1-4        |
| BMW Team Italia      | BMW M4 GT4                       | 207        | Francesco Guerra      | 1-4        |            |
| Nova Race            | Ginetta G55                      | 208        | Luca Magnoni          |            | 1-4        |
| Nova Race            | Ginetta G55                      | 208        | Enrico Garbelli       | 4          |            |
| Nova Race            | Ginetta G55                      | 209        | Carlo Piero Mantori   |            | 1-4        |
| Nova Race            | Ginetta G55                      | 209        | Alessandro Marchetti  | 1-4        |            |
| V-Action             | Maserati GranTurismo MC          | 210        | Alberto Cerqui        |            | 2, 4       |
| V-Action             | Maserati GranTurismo MC          | 210        | Jorge Rodrigues       | 2          |            |
| V-Action             | Maserati GranTurismo MC          | 210        | Juuso-Matti Pajuranta | 4          |            |
| V-Action             | Maserati GranTurismo MC          | 222        | Leonardo Becagli      |            | 2          |
| SVC Sport Management | Maserati GranTurismo MC          | 250        | Antoni Chozden        |            | 2-3        |
| SVC Sport Management | Maserati GranTurismo MC          | 250        | Piotr Chozden         | 2-3        |            |
| Ebimotors            | Porsche 718 Cayman GT4 Clubsport | 251        | Sabino De Castro      |            | 1-4        |
| Ebimotors            | Porsche 718 Cayman GT4 Clubsport | 251        | Simone Riccitelli     | 1-4        |            |
| Ebimotors            | Porsche 718 Cayman GT4 Clubsport | 252        | Francesco Costa       |            | 1-3        |
| Ebimotors            | Porsche 718 Cayman GT4 Clubsport | 252        | Gianluigi Piccioli    | 1-4        |            |
| Ebimotors            | Porsche 718 Cayman GT4 Clubsport | 252        | Riccardo Pera         | 4          |            |
| Autorlando Sport     | Porsche 718 Cayman GT4 Clubsport | 275        | Dario Cerati          |            | 1-4        |
| Autorlando Sport     | Porsche 718 Cayman GT4 Clubsport | 275        | Riccardo Chiesa       | 1-4        |            |
| Autorlando Sport     | Porsche 718 Cayman GT4 Clubsport | 276        | Joël Camathias        |            | 1-4        |
| Autorlando Sport     | Porsche 718 Cayman GT4 Clubsport | 276        | Giuseppe Ghezzi       | 1-4        |            |
| Autorlando Sport     | Porsche 718 Cayman GT4 Clubsport | 277        | Dario Baruchelli      |            | 4          |
| Autorlando Sport     | Porsche 718 Cayman GT4 Clubsport | 277        | Nicola Bravetti       | 4          |            |

| Icona | Classe |
| ----- | ------ |
| P     | PRO    |
| PA    | PRO AM |
| AM    | AM     |

### Endurance
| Classe GT3              | Classe GT3                       | Classe GT3 | Classe GT3            | Classe GT3 | Classe GT3 |
| Scuderia                | Vettura                          | #          | Pilota                | Classe     | Gare       |
| ----------------------- | -------------------------------- | ---------- | --------------------- | ---------- | ---------- |
| Easy Race               | Ferrari 488 GT3                  | 3          | Marco Cioci           | P          | 1-4        |
| Easy Race               | Ferrari 488 GT3                  | 3          | Daniel Mancinelli     | P          | 1-2        |
| Easy Race               | Ferrari 488 GT3                  | 3          | Lorenzo Veglia        | P          | 1-4        |
| Easy Race               | Ferrari 488 GT3                  | 3          | Alessandro Balzan     | P          | 3-4        |
| Audi Sport Italia       | Audi R8 LMS Evo                  | 7          | Norman Nato           | P          | 2          |
| Audi Sport Italia       | Audi R8 LMS Evo                  | 7          | Charles Weerts        | P          | 2-3        |
| Audi Sport Italia       | Audi R8 LMS Evo                  | 7          | Mike den Tandt        | P          | 3          |
| BMW Team Italia         | BMW M6 GT3                       | 15         | Stefano Comandini     | P          | 1-4        |
| BMW Team Italia         | BMW M6 GT3                       | 15         | Erik Johansson        | P          | 1-4        |
| BMW Team Italia         | BMW M6 GT3                       | 15         | Jesse Krohn           | P          | 1          |
| BMW Team Italia         | BMW M6 GT3                       | 15         | Alexander Sims        | P          | 2-3        |
| BMW Team Italia         | BMW M6 GT3                       | 15         | Alex Zanardi          | P          | 4          |
| Imperiale Racing        | Lamborghini Huracán GT3 Evo      | 19         | Ben Gersekowski       | PA         | 1-4        |
| Imperiale Racing        | Lamborghini Huracán GT3 Evo      | 19         | Pietro Perolini       | PA         | 1-4        |
| Imperiale Racing        | Lamborghini Huracán GT3 Evo      | 19         | James Pull            | PA         | 1          |
| Imperiale Racing        | Lamborghini Huracán GT3 Evo      | 19         | Emanuele Zonzini      | PA         | 2-4        |
| Imperiale Racing        | Lamborghini Huracán GT3 Evo      | 63         | Alex Frassineti       | P          | 1-4        |
| Imperiale Racing        | Lamborghini Huracán GT3 Evo      | 63         | Jeroen Mul            | P          | 1-4        |
| Imperiale Racing        | Lamborghini Huracán GT3 Evo      | 63         | Vito Postiglione      | P          | 1-4        |
| Antonelli Motorsport    | Mercedes-AMG GT3 Evo             | 21         | Stefano Colombo       | PA         | 1-4        |
| Antonelli Motorsport    | Mercedes-AMG GT3 Evo             | 21         | Francesca Linossi     | PA         | 1-4        |
| Antonelli Motorsport    | Mercedes-AMG GT3 Evo             | 21         | Andrea Palma          | PA         | 1-3        |
| Antonelli Motorsport    | Mercedes-AMG GT3 Evo             | 21         | Daniel Zampieri       | PA         | 4          |
| Antonelli Motorsport    | Mercedes-AMG GT3 Evo             | 22         | Riccardo Agostini     | P          | 1-4        |
| Antonelli Motorsport    | Mercedes-AMG GT3 Evo             | 22         | Aleksandr Moiseev     | P          | 1-4        |
| Antonelli Motorsport    | Mercedes-AMG GT3 Evo             | 22         | Alessio Rovera        | P          | 1-4        |
| RS Racing               | Ferrari 488 GT3                  | 25         | Daniele Di Amato      | PA         | 1-4        |
| RS Racing               | Ferrari 488 GT3                  | 25         | Alessandro Vezzoni    | PA         | 1-4        |
| Scuderia Baldini 27     | Ferrari 488 GT3                  | 27         | Giancarlo Fisichella  | P          | 1-3        |
| Scuderia Baldini 27     | Ferrari 488 GT3                  | 27         | Stefano Gai           | P          | 1-4        |
| Scuderia Baldini 27     | Ferrari 488 GT3                  | 27         | Jacques Villeneuve    | P          | 1-3        |
| Scuderia Baldini 27     | Ferrari 488 GT3                  | 27         | Antonio Fuoco         | P          | 4          |
| Scuderia Baldini 27     | Ferrari 488 GT3                  | 33         | Denis Bulatov         | PA         | 3          |
| Scuderia Baldini 27     | Ferrari 488 GT3                  | 33         | David Perel           | PA         | 3          |
| Scuderia Baldini 27     | Ferrari 488 GT3                  | 33         | Rinat Salichov        | PA         | 3          |
| AF Corse                | Ferrari 488 GT3                  | 51         | Matteo Cressoni       | PA         | 1-4        |
| AF Corse                | Ferrari 488 GT3                  | 51         | Simon Mann            | PA         | 1-4        |
| AF Corse                | Ferrari 488 GT3                  | 51         | Nicklas Nielsen       | PA         | 1-3        |
| Vincenzo Sospiri Racing | Lamborghini Huracán GT3 Evo      | 66         | Kang Ling             | PA         | 1-2        |
| Vincenzo Sospiri Racing | Lamborghini Huracán GT3 Evo      | 66         | Felipe Ortiz          | PA         | 1          |
| Vincenzo Sospiri Racing | Lamborghini Huracán GT3 Evo      | 66         | Tuomas Tujula         | PA         | 1-2        |
| LP Racing               | Lamborghini Huracán GT3 Evo      | 88         | Daniele Cazzaniga     | PA         | 1-4        |
| LP Racing               | Lamborghini Huracán GT3 Evo      | 88         | Riccardo Cazzaniga    | PA         | 1-4        |
| LP Racing               | Lamborghini Huracán GT3 Evo      | 88         | Luca Pirri            | PA         | 1-3        |
| LP Racing               | Lamborghini Huracán GT3 Evo      | 88         | Kang Ling             | PA         | 4          |
| Classe GT Light         |                                  |            |                       |            |            |
| Scuderia                | Vettura                          | #          | Pilota                | Classe     | Gare       |
| Antonelli Motorsport    | Lamborghini Huracán Super Trofeo | 102        | Gian Piero Cristoni   |            | 1-4        |
| Antonelli Motorsport    | Lamborghini Huracán Super Trofeo | 102        | Luca Demarchi         | 1          |            |
| Antonelli Motorsport    | Lamborghini Huracán Super Trofeo | 102        | Mattia Michelotto     | 1-4        |            |
| Antonelli Motorsport    | Lamborghini Huracán Super Trofeo | 102        | Emil Skärås           | 2-4        |            |
| Duell Race              | Porsche 911 GT3 Cup              | 123        | Francesco La Mazza    |            | 1-2        |
| Duell Race              | Porsche 911 GT3 Cup              | 123        | Giuseppe Nicolosi     | 1          |            |
| Duell Race              | Porsche 911 GT3 Cup              | 123        | "Mark Speakerwas"     | 1-2        |            |
| Duell Race              | Porsche 911 GT3 Cup              | 123        | Gianluca Carboni      | 2          |            |
| PMA Motorsport          | Ferrari 458 GT3                  | 132        | Maurizio Ceresoli     |            | 3          |
| PMA Motorsport          | Ferrari 458 GT3                  | 132        | Satoshi Tanaka        | 3          |            |
| Iron Lynx               | Lamborghini Huracán Super Trofeo | 134        | Lorenzo Bontempelli   |            | 1          |
| Iron Lynx               | Lamborghini Huracán Super Trofeo | 134        | Jaromír Jiřík         | 1          |            |
| Iron Lynx               | Lamborghini Huracán Super Trofeo | 134        | Federico Paolino      | 1-3        |            |
| Iron Lynx               | Lamborghini Huracán Super Trofeo | 134        | Luca Demarchi         | 2-3        |            |
| Iron Lynx               | Lamborghini Huracán Super Trofeo | 134        | Massimo Mantovani     | 2          |            |
| Iron Lynx               | Lamborghini Huracán Super Trofeo | 134        | JM Littman            | 3          |            |
| Iron Lynx               | Lamborghini Huracán Super Trofeo | 134        | Deborah Mayer         | 4          |            |
| Iron Lynx               | Lamborghini Huracán Super Trofeo | 134        | Sergio Pianezzola     | 4          |            |
| Iron Lynx               | Lamborghini Huracán Super Trofeo | 134        | Claudio Schiavoni     | 4          |            |
| Classe GT4              |                                  |            |                       |            |            |
| Scuderia                | Vettura                          | #          | Pilota                | Classe     | Gare       |
| BMW Team Italia         | BMW M4 GT4                       | 207        | Giuseppe Fascicolo    |            | 1-4        |
| BMW Team Italia         | BMW M4 GT4                       | 207        | Andrea Fontana        | 1-4        |            |
| BMW Team Italia         | BMW M4 GT4                       | 207        | Francesco Guerra      | 1-4        |            |
| Nova Race               | Ginetta G55                      | 208        | Luca Magnoni          |            | 1-4        |
| Nova Race               | Ginetta G55                      | 208        | Aleksander Schjerpen  | 1-4        |            |
| V-Action                | Maserati GranTurismo MC          | 210        | Alberto Cerqui        |            | 1          |
| V-Action                | Maserati GranTurismo MC          | 210        | Juuso-Matti Pajuranta | 1, 4       |            |
| V-Action                | Maserati GranTurismo MC          | 210        | Jorge Rodrigues       | 1, 4       |            |
| V-Action                | Maserati GranTurismo MC          | 210        | Fabio Francia         | 4          |            |
| V-Action                | Maserati GranTurismo MC          | 222        | Leonardo Becagli      |            | 1-4        |
| V-Action                | Maserati GranTurismo MC          | 222        | Adriano Bernazzani    | 1-4        |            |
| V-Action                | Maserati GranTurismo MC          | 222        | Fabio Francia         | 1-2        |            |
| V-Action                | Maserati GranTurismo MC          | 222        | Juuso-Matti Pajuranta | 3          |            |
| V-Action                | Maserati GranTurismo MC          | 222        | Jacopo Baratto        | 4          |            |
| SVC Sport Management    | Maserati GranTurismo MC          | 250        | Antoni Chozden        |            | 4          |
| SVC Sport Management    | Maserati GranTurismo MC          | 250        | Piotr Chozden         | 4          |            |
| SVC Sport Management    | Maserati GranTurismo MC          | 250        | Patrick Zamparini     | 4          |            |
| Ebimotors               | Porsche 718 Cayman GT4 Clubsport | 251        | Paolo Ghemmi          |            | 2-4        |
| Ebimotors               | Porsche 718 Cayman GT4 Clubsport | 251        | Nicola Neri           | 2-4        |            |
| Ebimotors               | Porsche 718 Cayman GT4 Clubsport | 251        | Riccardo Pera         | 2-3        |            |
| Ebimotors               | Porsche 718 Cayman GT4 Clubsport | 251        | Simone Riccitelli     | 4          |            |
| Ebimotors               | Porsche 718 Cayman GT4 Clubsport | 252        | Francesco Costa       |            | 4          |
| Ebimotors               | Porsche 718 Cayman GT4 Clubsport | 252        | Daniel Mancinelli     | 4          |            |
| Ebimotors               | Porsche 718 Cayman GT4 Clubsport | 252        | Gianluigi Piccioli    | 4          |            |
| Autorlando Sport        | Porsche 718 Cayman GT4 Clubsport | 275        | Nicola Bravetti       |            | 1          |
| Autorlando Sport        | Porsche 718 Cayman GT4 Clubsport | 275        | Dario Cerati          | 1-2, 4     |            |
| Autorlando Sport        | Porsche 718 Cayman GT4 Clubsport | 275        | Maurizio Fondi        | 1-2, 4     |            |
| Autorlando Sport        | Porsche 718 Cayman GT4 Clubsport | 275        | Paolo Ruberti         | 2          |            |
| Autorlando Sport        | Porsche 718 Cayman GT4 Clubsport | 275        | Luca Demarchi         | 4          |            |
| Autorlando Sport        | Porsche 718 Cayman GT4 Clubsport | 276        | Riccardo Chiesa       |            | 1-4        |
| Autorlando Sport        | Porsche 718 Cayman GT4 Clubsport | 276        | Giuseppe Ghezzi       | 1-4        |            |
| Autorlando Sport        | Porsche 718 Cayman GT4 Clubsport | 276        | Paolo Ruberti         | 1          |            |
| Autorlando Sport        | Porsche 718 Cayman GT4 Clubsport | 276        | Joël Camathias        | 2          |            |
| Autorlando Sport        | Porsche 718 Cayman GT4 Clubsport | 276        | Fabio Babini          | 3-4        |            |

| Icona | Classe |
| ----- | ------ |
| P     | PRO    |
| PA    | PRO AM |
| AM    | AM     |

## Classifiche

### GT Sprint
La classifica tiene conto dei 6 migliori risultati ottenuti.

#### Assoluta
| Pos. | Pilota                              | Team                 | Vettura                          | MIS | MIS | MUG | MUG | MNZ | MNZ | VAL | VAL | Punti | Validi |
| ---- | ----------------------------------- | -------------------- | -------------------------------- | --- | --- | --- | --- | --- | --- | --- | --- | ----- | ------ |
| 1    | Riccardo Agostini Alessio Rovera    | Antonelli Motorsport | Mercedes-AMG GT3                 | 2   | 1   | Rit | Rit | 2   | 1   | 4   | 1   | 97    | 97     |
| 2    | Stefano Comandini Erik Johansson    | BMW Team Italia      | BMW M6 GT3                       | 5   | 8   | 1   | 4   | 1   | 3   | 3   | 2   | 95    | 86     |
| 3    | Jeroen Mul Vito Postiglione         | Imperiale Racing     | Lamborghini Huracán GT3          | 1   | 2   | 6   | 1   | 4   | 2   | 5   | 6   | 93    | 83     |
| 4    | Antonio Fuoco Sean Hudspeth         | AF Corse             | Ferrari 488 EVO GT3              | 4   | 6   | 2   | 2   | 5   | 4   | 17  | 3   | 67    | 62     |
| 5    | Lorenzo Veglia                      | Easy Race            | Ferrari 488 EVO GT3              | 3   | 5   | 3   | Rit | 7   | 20  | 2   | 7   | 53    | 53     |
| 6    | Andrea Fontana                      | Audi Sport Italia    | Audi R8 LMS                      | 6   | 3   | 4   | 6   | 3   | 22  | NP  | Rit | 41    | 41     |
| 7    | Daniele Di Amato Alessandro Vezzoni | RS Racing            | Ferrari 488 EVO GT3              | 22  | 4   | 8   | 3   | 6   | 5   | 10  | 8   | 37    | 36     |
| 8    | Lorenzo Casè                        | Easy Race            | Ferrari 488 EVO GT3              | 3   | 5   | 3   | Rit | 7   | 20  |     |     | 34    | 34     |
| 9    | Nicola Baldan                       | Antonelli Motorsport | Mercedes-AMG GT3                 | 8   | 7   | 5   | 5   | 20  | Rit | 7   | 4   | 30    | 30     |
| 10   | Pierre Kaffer                       | Audi Sport Italia    | Audi R8 LMS                      | 6   | 3   |     |     | 3   | 22  |     |     | 29    | 29     |
| 11   | Ken Abe Cristian Colombo            | AF Corse             | Ferrari 488 EVO GT3              |     |     |     |     |     |     | 1   | 13  | 20    | 20     |
| 12   | Simon Mann                          | AF Corse             | Ferrari 488 EVO GT3              |     |     | 7   | 8   | 8   | 8   | 6   | 9   | 20    | 20     |
| 13   | Fabrizio Crestani                   | Easy Race            | Ferrari 488 EVO GT3              |     |     |     |     |     |     | 2   | 7   | 19    | 19     |
| 14   | Ben Gersekowski Pietro Perolini     | Imperiale Racing     | Lamborghini Huracán GT3          | Rit | 10  | 9   | 7   | 10  | 6   | 16  | 10  | 14    | 14     |
| 15   | Matteo Cressoni                     | AF Corse             | Ferrari 488 EVO GT3              |     |     | 7   | 8   |     |     | 6   | 9   | 14    | 14     |
| 16   | Mattia Drudi                        | Audi Sport Italia    | Audi R8 LMS                      |     |     | 4   | 6   |     |     |     |     | 12    | 12     |
| 17   | Andrea Larini                       | Antonelli Motorsport | Mercedes-AMG GT3                 | 7   | 9   | 22  | 12  | 9   | 7   |     |     | 12    | 12     |
| 18   | Alberto Lippi Giorgio Sernagiotto   | Iron Lynx            | Ferrari 458 GT3                  | 9   | 11  | 10  | 9   | 14  | 9   | 8   | 11  | 10    | 10     |
| 19   | Gabriele Piana Marius Zug           | BMW Team Italia      | BMW M6 GT3                       |     |     |     |     |     |     | 15  | 5   | 6     | 6      |
| 20   | Andrea Palma                        | Antonelli Motorsport | Mercedes-AMG GT3                 | 7   | 9   | 22  | 12  |     |     |     |     | 6     | 6      |
| 21   | Marco Cioci                         | AF Corse             | Ferrari 488 EVO GT3              |     |     |     |     | 8   | 8   |     |     | 6     | 6      |
| 22   | Mattia Michelotto                   | Antonelli Motorsport | Lamborghini Huracán Super Trofeo | 18  | SQ  | 13  | 11  | 11  | 10  | 9   | 12  | 3     | 3      |
| 23   | Filippo Cuneo [Niccolò Magnoni      | LP Racing            | Lamborghini Huracán GT3          | 10  | 12  | 11  | 10  | 12  | 11  | 23  | 14  | 2     | 2      |
| Pos  | Pilota                              | Team                 | Vettura                          | MIS | MIS | MUG | MUG | MNZ | MNZ | VAL | VAL | Punti | Validi |

| Colore  | Risultato             |
| ------- | --------------------- |
| Oro     | Vincitore             |
| Argento | 2º posto              |
| Bronzo  | 3º posto              |
| Verde   | Finito a punti        |
| Blu     | Finito senza punti    |
| Viola   | Ritirato (Rit)        |
| Viola   | Non classificato (NC) |
| Rosso   | Non qualificato (NQ)  |
| Nero    | Squalificato (SQ)     |
| Bianco  | Non partito (NP)      |
| Bianco  | Non ha gareggiato     |
| Bianco  | Infortunato (INF)     |
| Bianco  | Escluso (ES)          |
| Bianco  | Gara cancellata (C)   |

#### GT3 Pro-Am
| Pos. | Pilota                              | Team                 | Vettura                 | MIS | MIS | MUG | MUG | MNZ | MNZ | VAL | VAL | Punti | Validi |
| ---- | ----------------------------------- | -------------------- | ----------------------- | --- | --- | --- | --- | --- | --- | --- | --- | ----- | ------ |
| 1    | Antonio Fuoco Sean Hudspeth         | AF Corse             | Ferrari 488 EVO GT3     | 4   | 6   | 2   | 2   | 5   | 4   | 17  | 3   | 142   | 120    |
| 2    | Daniele Di Amato Alessandro Vezzoni | RS Racing            | Ferrari 488 EVO GT3     | 22  | 4   | 8   | 3   | 6   | 5   | 10  | 8   | 119   | 95     |
| 3    | Simon Mann                          | AF Corse             | Ferrari 488 EVO GT3     |     |     | 7   | 8   | 8   | 8   | 6   | 9   | 72    | 72     |
| 4    | Ben Gersekowski Pietro Perolini     | Imperiale Racing     | Lamborghini Huracán GT3 | Rit | 10  | 9   | 7   | 10  | 6   | 16  | 10  | 63    | 57     |
| 5    | Matteo Cressoni                     | AF Corse             | Ferrari 488 EVO GT3     |     |     | 7   | 8   |     |     | 6   | 9   | 54    | 54     |
| 6    | Andrea Larini                       | Antonelli Motorsport | Mercedes-AMG GT3        | 7   | 9   | 22  | 12  | 9   | 7   |     |     | 53    | 53     |
| 7    | Andrea Palma                        | Antonelli Motorsport | Mercedes-AMG GT3        | 7   | 9   | 22  | 12  |     |     |     |     | 39    | 39     |
| 8    | Marco Cioci                         | AF Corse             | Ferrari 488 EVO GT3     |     |     |     |     | 8   | 8   |     |     | 18    | 18     |
| Pos  | Pilota                              | Team                 | Vettura                 | MIS | MIS | MUG | MUG | MNZ | MNZ | VAL | VAL | Punti | Validi |

| Colore  | Risultato             |
| ------- | --------------------- |
| Oro     | Vincitore             |
| Argento | 2º posto              |
| Bronzo  | 3º posto              |
| Verde   | Finito a punti        |
| Blu     | Finito senza punti    |
| Viola   | Ritirato (Rit)        |
| Viola   | Non classificato (NC) |
| Rosso   | Non qualificato (NQ)  |
| Nero    | Squalificato (SQ)     |
| Bianco  | Non partito (NP)      |
| Bianco  | Non ha gareggiato     |
| Bianco  | Infortunato (INF)     |
| Bianco  | Escluso (ES)          |
| Bianco  | Gara cancellata (C)   |

#### GT3 Am
| Pos. | Pilota                        | Team            | Vettura                 | MIS | MIS | MUG | MUG | MNZ | MNZ | VAL | VAL | Punti | Validi |
| ---- | ----------------------------- | --------------- | ----------------------- | --- | --- | --- | --- | --- | --- | --- | --- | ----- | ------ |
| 1    | Filippo Cuneo Niccolò Magnoni | LP Racing       | Lamborghini Huracán GT3 | 10  | 12  | 11  | 10  | 12  | 11  | 23  | 14  | 144   | 120    |
| 2    | Ken Abe Cristian Colombo      | AF Corse        | Ferrari 488 EVO GT3     |     |     |     |     |     |     | 1   | 13  | 35    | 35     |
| 2    | Gabriele Piana Marius Zug     | BMW Team Italia | BMW M6 GT3              |     |     |     |     |     |     | 15  | 5   | 35    | 35     |
| Pos  | Pilota                        | Team            | Vettura                 | MIS | MIS | MUG | MUG | MNZ | MNZ | VAL | VAL | Punti | Validi |

#### GT Light
| Pos. | Pilota                               | Team                 | Vettura                          | MIS | MIS | MUG | MUG | MNZ | MNZ | VAL | VAL | Punti | Validi |
| ---- | ------------------------------------ | -------------------- | -------------------------------- | --- | --- | --- | --- | --- | --- | --- | --- | ----- | ------ |
| 1    | Alberto Lippi Giorgio Sernagiotto    | Iron Lynx            | Ferrari 458 GT3                  | 9   | 11  | 10  | 9   | 14  | 9   | 8   | 11  | 152   | 120    |
| 2    | Mattia Michelotto                    | Antonelli Motorsport | Lamborghini Huracán Super Trofeo |     |     | 13  | 11  | 11  | 10  | 9   | 12  | 92    | 92     |
| 3    | Jaromír Jiřík Federico Paolino       | Iron Lynx            | Lamborghini Huracán Super Trofeo | 12  | 14  | 12  | 13  | 13  | 12  | 19  | 22  | 102   | 78     |
| 4    | Eugenio Pisani Vincenzo Sauto        | Duell Race           | Porsche 991 GT3 Cup              | 11  | 13  |     |     |     |     |     |     | 30    | 30     |
| 5    | Francesco La Mazza Giuseppe Nicolosi | Duell Race           | Porsche 991 GT3 Cup              | 21  | 19  | Rit | NP  |     |     |     |     | 14    | 14     |
| Pos  | Pilota                               | Team                 | Vettura                          | MIS | MIS | MUG | MUG | MNZ | MNZ | VAL | VAL | Punti | Validi |

### GT Endurance
La classifica tiene conto dei 3 migliori risultati ottenuti.

#### Assoluta
| Pos. | Pilota                                             | Team                    | Vettura                          | MNZ | MIS | VAL | MUG | Punti | Validi |
| ---- | -------------------------------------------------- | ----------------------- | -------------------------------- | --- | --- | --- | --- | ----- | ------ |
| 1    | Stefano Gai                                        | Scuderia Baldini 27     | Ferrari 488 EVO GT3              | 17  | 4   | 2   | 1   | 42    | 42     |
| 2    | Stefano Comandini Erik Johansson                   | BMW Team Italia         | BMW M6 GT3                       | 1   | 10  | 1   | Rit | 41    | 41     |
| 3    | Alex Frassineti Jeroen Mul Vito Postiglione        | Imperiale Racing        | Lamborghini Huracán GT3          | 6   | 1   | Rit | 2   | 40    | 40     |
| 4    | Stefano Colombo Francesca Linossi                  | Antonelli Motorsport    | Mercedes-AMG GT3                 | 4   | 5   | 4   | 3   | 32    | 26     |
| 5    | Marco Cioci Lorenzo Veglia                         | Easy Race               | Ferrari 488 EVO GT3              | 2   | 6   | 8   | 7   | 27    | 24     |
| 6    | Giancarlo Fisichella Jacques Villeneuve            | Scuderia Baldini 27     | Ferrari 488 EVO GT3              | 16  | 4   | 2   |     | 22    | 22     |
| 7    | Ben Gersekowski Pietro Perolini                    | Imperiale Racing        | Lamborghini Huracán GT3          | 3   | 7   | 7   | 5   | 26    | 22     |
| 8    | Alexander Sims                                     | BMW Team Italia         | BMW M6 GT3                       |     | 10  | 1   |     | 21    | 21     |
| 9    | Antonio Fuoco                                      | Scuderia Baldini 27     | Ferrari 488 EVO GT3              |     |     |     | 1   | 20    | 20     |
| 9    | Jesse Krohn                                        | BMW Team Italia         | BMW M6 GT3                       | 1   |     |     |     | 20    | 20     |
| 10   | Daniel Mancinelli                                  | Easy Race               | Ferrari 488 EVO GT3              | 2   | 6   |     |     | 20    | 20     |
| 10   | Charles Weerts                                     | Audi Sport Italia       | Audi R8 LMS                      |     | 2   | 6   |     | 20    | 20     |
| 11   | Kang Ling                                          | Vincenzo Sospiri Racing | Lamborghini Huracán GT3          | 10  | 3   | 4   | Rit | 20    | 20     |
| 12   | Daniele Di Amato Alessandro Vezzoni                | RS Racing               | Ferrari 488 EVO GT3              | 8   | 12  | 5   | 4   | 16    | 16     |
| 13   | Norman Nato                                        | Audi Sport Italia       | Audi R8 LMS                      |     | 2   |     |     | 15    | 15     |
| 14   | Emanuele Zonzini                                   | Imperiale Racing        | Lamborghini Huracán GT3          |     | 7   | 7   | 5   | 14    | 14     |
| 15   | Tuomas Tujula                                      | Vincenzo Sospiri Racing | Lamborghini Huracán GT3          | 10  | 3   |     |     | 13    | 13     |
| 16   | Andrea Palma                                       | Antonelli Motorsport    | Mercedes-AMG GT3                 | 4   | 5   |     |     | 13    | 13     |
| 17   | Riccardo Agostini Aleksandr Moiseev Alessio Rovera | Antonelli Motorsport    | Mercedes-AMG GT3                 | 5   | 9   | 10  | 6   | 14    | 13     |
| 18   | James Pull                                         | Imperiale Racing        | Lamborghini Huracán GT3          | 3   |     |     |     | 12    | 12     |
| 18   | Daniel Zampieri                                    | Antonelli Motorsport    | Mercedes-AMG GT3                 |     |     |     | 3   | 12    | 12     |
| 18   | Denis Bulatov David Perel Rinat Salichov           | Rinaldi Racing          | Ferrari 488 EVO GT3              |     |     | 3   |     | 12    | 12     |
| 19   | Alessandro Balzan                                  | Easy Race               | Ferrari 488 EVO GT3              |     |     | 8   | 7   | 7     | 7      |
| 20   | Daniele Cazzaniga Riccardo Cazzaniga               | LP Racing               | Lamborghini Huracán GT3          | 7   | 11  | 9   | Rit | 6     | 6      |
| 21   | Luca Pirri                                         | LP Racing               | Lamborghini Huracán GT3          | 7   | 11  | 9   |     | 6     | 6      |
| 22   | Matteo Cressoni Simon Mann                         | AF Corse                | Ferrari 488 EVO GT3              | Rit | 8   | 11  | 8   | 6     | 6      |
| 23   | Mike de Tandt                                      | Audi Sport Italia       | Audi R8 LMS                      |     |     | 6   |     | 5     | 5      |
| 24   | Nicklas Nielsen                                    | AF Corse                | Ferrari 488 EVO GT3              | Rit | 8   | 11  |     | 3     | 3      |
| 25   | Gian Piero Cristoni Mattia Michelotto              | Antonelli Motorsport    | Lamborghini Huracán Super Trofeo | 9   | 13  | 12  | 10  | 3     | 3      |
| 26   | Luca Demarchi                                      | Antonelli Motorsport    | Lamborghini Huracán Super Trofeo | 9   | 15  | 19  |     | 2     | 2      |
| 27   | Emil Skärås                                        | Antonelli Motorsport    | Lamborghini Huracán Super Trofeo |     | 13  | 12  | 10  | 1     | 1      |
| 28   | Felipe Ortiz                                       | Vincenzo Sospiri Racing | Lamborghini Huracán GT3          | 10  |     |     |     | 1     | 1      |
| Pos  | Pilota                                             | Team                    | Vettura                          | MNZ | MIS | VAL | MUG | Punti | Validi |

| Colore  | Risultato             |
| ------- | --------------------- |
| Oro     | Vincitore             |
| Argento | 2º posto              |
| Bronzo  | 3º posto              |
| Verde   | Finito a punti        |
| Blu     | Finito senza punti    |
| Viola   | Ritirato (Rit)        |
| Viola   | Non classificato (NC) |
| Rosso   | Non qualificato (NQ)  |
| Nero    | Squalificato (SQ)     |
| Bianco  | Non partito (NP)      |
| Bianco  | Non ha gareggiato     |
| Bianco  | Infortunato (INF)     |
| Bianco  | Escluso (ES)          |
| Bianco  | Gara cancellata (C)   |

#### GT3 Pro-Am
| Pos. | Pilota                                             | Team                    | Vettura                 | MNZ | MIS | VAL | MUG | Punti | Validi |
| ---- | -------------------------------------------------- | ----------------------- | ----------------------- | --- | --- | --- | --- | ----- | ------ |
| 1    | Stefano Colombo Francesca Linossi                  | Antonelli Motorsport    | Mercedes-AMG GT3        | 4   | 5   | 4   | 3   | 65    | 50     |
| 2    | Ben Gersekowski Pietro Perolini                    | Imperiale Racing        | Lamborghini Huracán GT3 | 3   | 7   | 7   | 5   | 51    | 44     |
| 3    | Kang Ling                                          | Vincenzo Sospiri Racing | Lamborghini Huracán GT3 | 10  | 3   | 4   | Rit | 40    | 40     |
| 4    | Daniele Di Amato Alessandro Vezzoni                | RS Racing               | Ferrari 488 EVO GT3     | 8   | 12  | 5   | 4   | 37    | 33     |
| 5    | Emanuele Zonzini                                   | Imperiale Racing        | Lamborghini Huracán GT3 |     | 7   | 7   | 5   | 31    | 31     |
| 6    | Andrea Palma                                       | Antonelli Motorsport    | Mercedes-AMG GT3        | 4   | 5   |     |     | 30    | 30     |
| 7    | Tuomas Tujula                                      | Vincenzo Sospiri Racing | Lamborghini Huracán GT3 | 10  | 3   |     |     | 25    | 25     |
| 8    | Riccardo Agostini Aleksandr Moiseev Alessio Rovera | Antonelli Motorsport    | Mercedes-AMG GT3        | 5   | 9   | 10  | 6   | 30    | 25     |
| 9    | James Pull                                         | Imperiale Racing        | Lamborghini Huracán GT3 | 3   |     |     |     | 20    | 20     |
| 9    | Daniel Zampieri                                    | Antonelli Motorsport    | Mercedes-AMG GT3        |     |     |     | 3   | 20    | 20     |
| 9    | Denis Bulatov David Perel Rinat Salichov           | Rinaldi Racing          | Ferrari 488 EVO GT3     |     |     | 3   |     | 20    | 20     |
| 10   | Daniele Cazzaniga Riccardo Cazzaniga               | LP Racing               | Lamborghini Huracán GT3 | 7   | 11  | 9   | Rit | 18    | 18     |
| 11   | Luca Pirri                                         | LP Racing               | Lamborghini Huracán GT3 | 7   | 11  | 9   |     | 18    | 18     |
| 12   | Matteo Cressoni Simon Mann                         | AF Corse                | Ferrari 488 EVO GT3     | Rit | 8   | 11  | 8   | 17    | 17     |
| 13   | Nicklas Nielsen                                    | AF Corse                | Ferrari 488 EVO GT3     | Rit | 8   | 11  |     | 11    | 11     |
| 14   | Felipe Ortiz                                       | Vincenzo Sospiri Racing | Lamborghini Huracán GT3 | 10  |     |     |     | 5     | 5      |
| Pos  | Pilota                                             | Team                    | Vettura                 | MNZ | MIS | VAL | MUG | Punti | Validi |

| Colore  | Risultato             |
| ------- | --------------------- |
| Oro     | Vincitore             |
| Argento | 2º posto              |
| Bronzo  | 3º posto              |
| Verde   | Finito a punti        |
| Blu     | Finito senza punti    |
| Viola   | Ritirato (Rit)        |
| Viola   | Non classificato (NC) |
| Rosso   | Non qualificato (NQ)  |
| Nero    | Squalificato (SQ)     |
| Bianco  | Non partito (NP)      |
| Bianco  | Non ha gareggiato     |
| Bianco  | Infortunato (INF)     |
| Bianco  | Escluso (ES)          |
| Bianco  | Gara cancellata (C)   |

#### GT Light
| Pos. | Pilota                                            | Team                 | Vettura                          | MNZ | MIS | VAL | MUG | Punti | Validi |
| ---- | ------------------------------------------------- | -------------------- | -------------------------------- | --- | --- | --- | --- | ----- | ------ |
| 1    | Gian Piero Cristoni Mattia Michelotto             | Antonelli Motorsport | Lamborghini Huracán Super Trofeo | 9   | 13  | 12  | 10  | 75    | 60     |
| 2    | Emil Skärås                                       | Antonelli Motorsport | Lamborghini Huracán Super Trofeo |     | 13  | 12  | 10  | 55    | 55     |
| 3    | Luca Demarchi                                     | Iron Lynx            | Lamborghini Huracán Super Trofeo | 9   | 15  | 19  |     | 44    | 44     |
| 4    | Francesco La Mazza "Mark Speakerwas"              | Duell Race           | Porsche 991 GT3 Cup              | 14  | 14  |     |     | 30    | 30     |
| 5    | Federico Paolino                                  | Iron Lynx            | Lamborghini Huracán Super Trofeo |     | 15  | 19  |     | 24    | 24     |
| 6    | Deborah Mayer Sergio Pianezzola Claudio Schiavoni | Iron Lynx            | Lamborghini Huracán Super Trofeo |     |     |     | 9   | 20    | 20     |
| 7    | Giuseppe Nicolosi                                 | Duell Race           | Porsche 991 GT3 Cup              | 14  |     |     |     | 15    | 15     |
| 7    | Gianluca Carboni                                  | Duell Race           | Porsche 991 GT3 Cup              |     | 14  |     |     | 15    | 15     |
| 7    | Maurizio Ceresoli Satoshi Tanaka                  | PMA Motorsport       | Ferrari 458 GT3 Light            |     |     | 13  |     | 15    | 15     |
| 8    | Massimo Mantovani                                 | Iron Lynx            | Lamborghini Huracán Super Trofeo |     | 15  |     |     | 12    | 12     |
| 8    | JM Littman                                        | Iron Lynx            | Lamborghini Huracán Super Trofeo |     |     | 19  |     | 12    | 12     |
| Pos  | Pilota                                            | Team                 | Vettura                          | MNZ | MIS | VAL | MUG | Punti | Validi |

| Colore  | Risultato             |
| ------- | --------------------- |
| Oro     | Vincitore             |
| Argento | 2º posto              |
| Bronzo  | 3º posto              |
| Verde   | Finito a punti        |
| Blu     | Finito senza punti    |
| Viola   | Ritirato (Rit)        |
| Viola   | Non classificato (NC) |
| Rosso   | Non qualificato (NQ)  |
| Nero    | Squalificato (SQ)     |
| Bianco  | Non partito (NP)      |
| Bianco  | Non ha gareggiato     |
| Bianco  | Infortunato (INF)     |
| Bianco  | Escluso (ES)          |
| Bianco  | Gara cancellata (C)   |

#### GT4
| Pos. | Pilota                                             | Team                 | Vettura                | MNZ | MIS | VAL | MUG | Punti | Validi |
| ---- | -------------------------------------------------- | -------------------- | ---------------------- | --- | --- | --- | --- | ----- | ------ |
| 1    | Riccardo Chiesa Giuseppe Ghezzi                    | Autorlando Sport     | Porsche 718 Cayman GT4 | 12  | 18  | 15  | 11  | 62    | 50     |
| 2    | [Luca Magnoni [Aleksandr Schjerpen]                | [Nova Race           | Mercedes-AMG GT4       | 11  | Rit | 14  | 14  | 47    | 47     |
| 3    | Giuseppe Fascicolo Andrea Fontana Francesco Guerra | BMW Team Italia      | BMW M4 GT4             | 13  | 17  | 18  | 12  | 48    | 42     |
| 4    | Fabio Babini                                       | Autorlando Sport     | Porsche 718 Cayman GT4 |     |     | 15  | 11  | 35    | 35     |
| 5    | Paolo Gnemmi Nicola Neri                           | Ebimotors            | Porsche 718 Cayman GT4 |     | 16  | 16  | 17  | 36    | 36     |
| 6    | Riccardo Pera                                      | Ebimotors            | Porsche 718 Cayman GT4 |     | 16  | 16  |     | 32    | 32     |
| 7    | Paolo Ruberti                                      | Autorlando Sport     | Porsche 718 Cayman GT4 | 12  | 19  |     |     | 22    | 22     |
| 8    | Dario Cerati Maurizio Fondi                        | Autorlando Sport     | Porsche 718 Cayman GT4 | 15  | 19  |     | 15  | 20    | 20     |
| 9    | Juuso-Matti Pajuranta                              | V-Action Racing Team | Maserati GranTurismo   |     |     | 17  | 13  | 19    | 19     |
| 10   | Fabio Francia                                      | V-Action Racing Team | Maserati GranTurismo   | Rit | 20  |     | 13  | 18    | 18     |
| 11   | Leonardo Becagli Adriano Bernazzani                | V-Action Racing Team | Maserati GranTurismo   | Rit | 20  | 17  | Rit | 13    | 13     |
| 12   | Joël Camathias                                     | Autorlando Sport     | Porsche 718 Cayman GT4 |     | 18  |     |     | 12    | 12     |
| 12   | Jorge Rodrigues                                    | V-Action Racing Team | Maserati GranTurismo   |     |     |     | 13  | 12    | 12     |
| 13   | Nicola Bravetti                                    | Autorlando Sport     | Porsche 718 Cayman GT4 | 15  |     |     |     | 7     | 7      |
| Pos  | Pilota                                             | Team                 | Vettura                | MNZ | MIS | VAL | MUG | Punti | Validi |

| Colore  | Risultato             |
| ------- | --------------------- |
| Oro     | Vincitore             |
| Argento | 2º posto              |
| Bronzo  | 3º posto              |
| Verde   | Finito a punti        |
| Blu     | Finito senza punti    |
| Viola   | Ritirato (Rit)        |
| Viola   | Non classificato (NC) |
| Rosso   | Non qualificato (NQ)  |
| Nero    | Squalificato (SQ)     |
| Bianco  | Non partito (NP)      |
| Bianco  | Non ha gareggiato     |
| Bianco  | Infortunato (INF)     |
| Bianco  | Escluso (ES)          |
| Bianco  | Gara cancellata (C)   |